# Patrick Joseph O’Connor
Patrick Joseph O’Connor (* 25. Dezember 1848 in Clonea, Irland; † 15. Juli 1932 in Armidale, Australien) war ein irischer Geistlicher und römisch-katholischer Bischof von Armidale.

## Leben
Patrick Joseph O’Connor wurde am Christtag 1848 in der Nähe von Dungarvan im County Waterford in der heutigen Republik Irland geboren.
Er empfing am 18. September 1875 durch den Bischof von Raphoe, James McDevitt das Sakrament der Priesterweihe für das Bistum Waterford und Lismore.
Am 12. Januar 1903 wurde O’Connor zum Titularbischof von Soli und Koadjutorbischof des Bischofs von Armidale im heutigen New South Wales ernannt. Die Bischofsweihe spendete ihm am 3. Mai desselben Jahres der Erzbischof von Sydney, Patrick Francis Kardinal Moran; Mitkonsekratoren waren Jeremiah Joseph Doyle, Bischof von Lismore, und Patrick Vincent Dwyer, Koadjutorbischof von Maitland.
Nach dem Tod von Elzear Torreggiani OFMCap am 28. Januar 1904 folgte er diesem als Bischof nach. Er blieb bis zu seinem Tod am 15. Juli 1932 im Amt.